# Lake Villa (Illinois)
Lake Villa est un village du comté de Lake dans l'Illinois, aux États-Unis,. Situé au nord du comté, il est incorporé le 26 octobre 1901.

## Démographie
Lors du recensement de 2010, le village comptait une population de 8 741 habitants. Elle est estimée, en 2016, à 8 783 habitants.

## Source de la traduction
- (en) Cet article est partiellement ou en totalité issu de l’article de Wikipédia en anglais intitulé « Lake Villa, Illinois » (voir la liste des auteurs).